# Tuttwilerberg

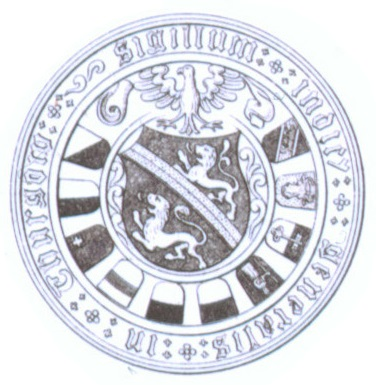
Siegel des eidgenössischen Landgerichts im Thurgau

Tuttwilerberg war von 1460 bis 1798 ein sogenanntes Hohes Gericht in der gemeinen Herrschaft Thurgau, in dem der eidgenössischen Landvogt die hohe und die niedere Gerichtsbarkeit ausübte. Zum Gericht gehörten Hofen, Holzmannshaus und Münchwilen (vordere Gemeinde), Eschlikon (hintere Gemeinde) sowie Anetswil, Eggetsbühl, Heiterschen, Tuttwil, Weiern  und Wilhof 
(äussere Gemeinde).
Das Gerichtsgebiet stand bis zur Eroberung des Thurgaus durch die Eidgenossen 1460 unter habsburgisch-österreichischer Territorialhoheit. Obwohl Kaiser Friedrich III. den Herren Heinrich und Hans von Wängi zum Dank für geleistete Dienste gegen die Eidgenossen 1473 eine Schenkungsurkunde für das Gericht ausstellte, konnten sie ihre Ansprüche nicht durchsetzen. Ab 1499 ernannte der Landvogt einen Untervogt, der dem Gericht Tuttwilerberg vorstand und das aus 12 Richtern bestehende Gericht leitete. 1657 bis 1743 versahen meist Angehörige der Familie Ruckstuhl von Hofen das Amt des Untervogts.